# Irisbus Arway
Irisbus Arway je model meziměstského a dálkového autobusu, který vyráběla společnost Iveco Czech Republic Vysoké Mýto (dříve Karosa) v rámci koncernu Irisbus. Vůz byl dodáván ve čtyřech verzích o délkách 10,6 m, 12 m, 12,8 m a 15 m (označení 10,6M, 12M, 12,8M a 15M). Výroba Arwayů začala roku 2005 a skončila roku 2014, poté jej nahradila rozšířená nabídka typu Crossway a Crossway LE.

## Konstrukce
Délkové varianty 12M a 12,8M jsou klasické dvounápravové autobusy se zadní hnací nápravou. Verze 15M je třínápravová, hnací náprava je střední. Motor s převodovkou jsou umístěny v zadní části autobusu. Konstrukce podvozku vychází z autobusu Irisbus Ares. Sedačky pro cestující jsou v interiéru rozmístěny 2+2 se střední uličkou. Zavazadlový prostor se nachází pod podlahou (mezi nápravami) a jeho objem se pohybuje od 5,7 m³ (verze 12M) do 7,7 m³ (15M). V pravé bočnici jsou umístěny dvoje výklopné dveře. První, před přední nápravou, jsou vždy jednokřídlé, zadní (před druhou nápravou) mohou být dle požadavku zákazníka na šířku dveří jedno- i dvoukřídlé.
Cestujícím poskytuje Arway vysoké, sklopné a vypolstrované sedačky. Všechna sedadla jsou také vybavena bezpečnostními pásy. Dle požadavku může být vůz vybaven klimatizací, uvnitř autobusu je umístěn kávovar, na přání zákazníka také televizor a video- či DVD přehrávač. Řidiči nabízí Arway vyhřívané sedadlo s trojbodovým bezpečnostním pásem a mimo jiné i se spoustou individuálních nastavení.

## Výroba a provoz
Světové představení Arwaye bylo uspořádáno 29. září 2005 v Turíně. Zanedlouho se rozeběhla sériová výroba, která skončila v roce 2014.